# Маленькие беглецы (фильм, Куба)
«Маленькие беглецы» (исп. Viva Cuba) — кубинский художественный фильм, снятый в 2005 году.

## Сюжет
Малу и Хорхито — друзья, которые учатся в одном классе и живут по соседству в Гаване. Но их матери враждуют и пытаются настраивать детей друг против друга. Мать Малу происходит из семьи высшего дореволюционного общества. Семья Хорхито — из провинции. Мать Малу развелась с её отцом, повторно вышла замуж за иностранца и мечтает эмигрировать из ненавистной ей Кубы, но её удерживает старая мать. Когда бабушка Малу умирает, мать пишет письмо отцу Малу, чтобы тот дал ей разрешение на отъезд дочери.
Однако Малу не хочет покидать Кубу, где живут её друзья и похоронена бабушка. И она решает вместе с Хорхито сбежать к отцу в Maisí, где тот работает смотрителем маяка, чтобы просить его не давать матери разрешения на выезд. На поезде, автостопом, пешком дети добираются из Гаваны в Maisí. По дороге они иногда спорят, ругаются, но в конце концов мирятся. В это время родители с помощью полиции пытаются найти своих детей. Общее горе даже примиряет враждующих матерей.
Когда же Малу и Хорхито встречают своих родителей в Maisí, поведение их родителей очень быстро становится прежним — невыносимым. Вдобавок, отец Малу уже дал её матери разрешение на выезд дочери. И тогда Малу и Хорхито, взявшись за руки, убегают от неисправимых родителей к обрыву. Подбежав к нему и видя впереди себя только бескрайнее море, а позади — ругающихся родителей, они обнимаются в последний раз, прежде чем их поглотит морская вода…

## Награды
- Grand Prix Écrans Juniors Каннского кинофестиваля 2005 года.